# ترنسفرمارکت
ترنسفر مارکت (انگلیسی: Transfer markt) یک وبگاه اینترنتی آلمانی متعلق به شرکت اکسل اشپرینگر است که داده‌های فوتبالی مانند انتقال‌ها، نتیجه‌ها، آمار، و افتخارات تیم‌های فوتبال جهان را گردآوری و منتشر می‌کند. بر پایه اعلام یک نهاد بررسی گردش اطلاعات در آلمان (IVW) ترنسفرمارکت جزو ۲۵ سایت پربازدید در آلمان است و یکی از بزرگ‌ترین وبسایت‌های ورزشی آلمان پس از مجله کیکر آلمان است.
این وبسایت ارزش بازیکنان را نیز تخمین می‌زند، این ارزش به‌طور معمول، هر چند ماه یا سالیانه دو بار بروزرسانی می‌شود.

## تاریخچه
این وبسایت در ماه مه سال ۲۰۰۰ میلادی توسط ماتیاس سیدل بنیان‌گذاری شده است. در سال ۲۰۰۸ میلادی انتشارات «اکسل اسپرینگر» ۵۱ درصد از سهام این سایت را خرید و سهم سیدل از این وبسایت به ۴۹ درصد رسید.
نسخه انگلیسی وبسایت ترنسفرمارکت در سال ۲۰۰۹ میلادی راه‌اندازی شد.